# Pulsdiagnostik
Pulsdiagnostik är ett begrepp inom den traditionella kinesiska medicinen (TCM). Hippokrates och Galenus nämner pulsen vid sidan om sina undersökningar av blod, urin och exkrementer. [källa behövs]

## Teknik vid pulsdiagnostik
Hao Yang Sang skriver om pulsens hemligheter:
För att ta Pulsen måste Du ha lätt hand, känslig hud. Du måste vara lugn och samlad och Du måste inrikta hela Din uppmärksamhet på denna enda sysselsättning. Patienten måste också vara avspänd, handen skall vila på en kudde, armen skall vara fri. Du måste avlägsna allt som kan hindra Dig eller Din patient att åtnjuta fullständigt lugn. [källa behövs]
Placerar man fingertoppen lätt på pulsådern i något av de tre lägena märker man (utom på en helt frisk person) att pulsen känns olika på respektive olika läge. Om man nu successivt trycker hårdare kommer man plötsligt till ett läge där pulsen känns helt olika mot tidigare. Detta är det djupa läget. Det ytliga läget har jämförts med blodkärlets elastiska vägg, och det djupa läget är känslan av blodet som flyter inuti kärlet. Det har föreslagits att trycket på det ytliga läget visar det diastoliska blodtrycket (= vid kamrarnas vilopaus) medan det djupa läget visar det systoliska trycket (= vid kamrarnas sammandragning).[källa behövs]
| ” | Man skall känna om pulsen är i rörelse eller om den är stilla. När den övre pulsen är livlig uppstår upprorisk Ch'i. När den undre pulsen är livlig orsakar Ch'i svullnad i buken. Om pulsen tycks stanna har Ch'i vissnat ned. Su Wen | „ |

En erfaren läkare kan använda sig av pulsdiagnostik för att bekräfta en redan ställd diagnos, som man kommit fram till kliniskt eller med hjälp av laboratorieprov. Den kan också ha stor betydelse och vara mycket värdefull i fall där patienten uppenbarligen är sjuk, fast man inte har kunnat fastställa diagnosen genom vare sig klinisk undersökning eller laboratorieprov.[källa behövs]

## Vetenskapliga undersökningar
Man har konstaterat att de i sina tryckkurvor uppvisar betydande skillnader. Professor Leriche har gjort experiment där han påvisat inte endast existensen av radialartärens uppdelning i segment, utan också dessas ömsesidiga självständighet under ständig styrning av det sympatiska nervsystemet. När han avlägsnade den sympatiska nerven från ett enda segment, upphörde detta att pulsera och var bara ett orörligt rör, medan de andra fartsatte att slå fritt. [källa behövs]
Med en sfygmograf (instrument för upptecknande av pulsens rörelse) och med elektroderna fästade på huden kunde doktor Niboyet inregistrera en djup puls, som motsvarade det maximala trycket, en mellanpuls, som motsvarade det mellanliggande trycket, och en ytlig puls, som motsvarade det lägsta trycket. [källa behövs]
Före honom hade japanen Morita låtit konstruera en apparat som inregistrerade de 14 radialpulsarna i form av pulsogram, vilkas förlopp uppvisade morfologa skillnader av fullt skönjbara amplituder. [källa behövs]
Vad beträffar relationen mellan pulsar och organ så förklarades den av dokter Mériel professor i klinisk medicin vid den medicinska kliniken i Toulouse, och försvarades i Soulié de Morants verk: [källa behövs]
Förändringar i organen åtföljs av förändringar i de vegetativa centra som bestämmer deras funktioner. Omvänt medför en förändring i ett av dessa centra antingen en funktionell störning eller en skada i organet. Det är genom det sympatiska nervsystemet som dessa centra står i relation till motsvarande organ. [källa behövs]
Följaktligen ger pulsen upplysningar om spänningen i artären som regleras av det sympatiska nervsystemet. Pulsarna ger sålunda upplysningar om tillståndet hos de upphöjda vegetativa centra. [källa behövs]